# Rafał Wolski
Rafał Wolski (* 10. November 1992 in Kozienice, Polen) ist ein polnischer Fußballspieler. Er spielt im Mittelfeld vorzugsweise als offensiver Mittelfeldspieler.

## Vereinskarriere
Rafał Wolski spielte in seiner Jugend von 2001 bis 2008 für den unterklassigen Verein Jastrząb Głowaczów, bevor er in die Jugend des Erstligisten Legia Warschau wechselte. Dort schaffte er erst zu Beginn der Saison 2009/10 den Sprung in die zweite Mannschaft, die in der separaten Nachwuchsliga Młoda Ekstraklasa spielt, bevor er in der Rückrunde auch den Sprung in die erste Mannschaft schaffte. Am 6. März 2011, dem 17. Spieltag der Saison 2010/11, debütierte er unter Trainer Maciej Skorża in der Ekstraklasa, als er im Heimspiel gegen Polonia Warschau (1:0) in der dritten Minute der Nachspielzeit für Miroslav Radović eingewechselt wurde. Anfang Mai 2011 gewann er mit Legia Warschau den polnischen Pokal. Während er in der Saison 2010/11 nur zu vier Kurzeinsätzen kam, etablierte er sich in der Saison 2011/12 als Stammspieler. Sein erstes Tor in der Ekstraklasa erzielte er am 23. Oktober 2011, dem 11. Spieltag der Saison 2011/12, im Heimspiel gegen Widzew Łódź (2:0), als er nach seiner Einwechslung in der 82. Minute für Maciej Rybus noch in der 90. Minute den Treffer zum Endstand erzielte. Ende April 2012 konnte er mit Legia zum zweiten Mal den Pokal gewinnen. Aufgrund einer Fersenverletzung kam Wolski in der Hinrunde 2012/13 zu keinem einzigen Einsatz.
Ende Januar 2013 wechselte Wolski laut Medienberichten für knapp 2,7 Millionen Euro Ablöse zum italienischen Erstligisten AC Florenz. Außerdem bekäme Legia Warschau zehn Prozent beim nächsten Verkauf. Er unterschrieb einen Vertrag bis Ende Juni 2017. Zuvor hatte er ein Probetraining beim AC Florenz absolviert.
Im Sommer 2014 wurde er an den Zweitligisten FC Bari 1908 ausgeliehen um Spielpraxis zu bekommen. Hier bestritt er sieben Partien in der 2. Liga. Diese Leihe endete im Januar 2015 und Wolski wurde bis Sommer 2016 nach Belgien an den KV Mechelen weiterverliehen. Für die Belgier absolvierte er insgesamt 21 Ligaspiele und erzielte 2 Tore. Ende Februar 2016 wurde Rafał Wolski an den polnischen Klub Wisła Krakau verliehen. Er wechselte zur Folgesaison für vier Spielzeiten zu Lechia Gdańsk, mit dem er 2019 polnischer Meister und 2020 Pokalsieger wurde; anschließend zu Wisła Płock.

### Nationalmannschaft
Rafał Wolski spielte bisher seit der U-19 für alle Jugendauswahlmannschaften des polnischen Fußballverbandes und debütierte am 31. August 2011 im Spiel gegen die deutsche U-20 (2:4), als er in der Halbzeit für Jan Pawłowski eingewechselt wurde.
Am 2. Mai 2012 wurde er vom Nationaltrainer Franciszek Smuda in den vorläufigen Kader für die Fußball-Europameisterschaft 2012 in Polen und Ukraine nominiert, obwohl er noch kein Länderspiel bestritten hatte. Am 22. Mai 2012 kam er dann zu seinem Debüt in der polnischen Fußballnationalmannschaft, als er im Vorbereitungsspiel auf die EM in Klagenfurt gegen Lettland (1:0) in der Startelf stand. In der Halbzeitpause wurde er ausgewechselt. Am 27. Mai 2012 wurde er dann auch für den endgültigen Kader für die EM nominiert. Dort kam er jedoch nicht zum Einsatz.

## Titel und Erfolge
- Polnischer Pokalsieger: 2011, 2012, 2019
- Polnischer Supercupsieger: 2020
- Jungprofi der Saison 2011/12[11]

## Privates
Wolskis ein Jahr jüngerer Bruder Paweł spielt bei Legia Warschau ME in der Młoda Ekstraklasa.